# Peter von der Osten-Sacken (Astronom)
Peter Baron von der Osten-Sacken (* 29. Mai 1909 in Mitau; † 10. März 2008 in Lübeck) war ein deutscher Astronom und Physiker.

## Leben
Peter von der Osten-Sacken, Sohn des Otto von der Osten-Sacken und der Nina Federow, stammt aus einem deutsch-baltischen Adelsgeschlecht und wuchs in Riga auf, studierte dann an der dortigen Universität Riga Astronomie, Physik und Mathematik. 1939 wurde er in das Deutsche Reich umgesiedelt und promovierte in Berlin zum Dr. phil. Im Zweiten Weltkrieg diente er als Offizier in der Wehrmacht, zuletzt im Offiziersdienstgrad eines Leutnants. Aufgrund seiner fließenden russischen Sprachkenntnisse wurde er in der Spionage und in der Spionageabwehr eingesetzt.
Nach dem Zweiten Weltkrieg lebte und arbeitete er in Lübeck, wo er neben seinen wissenschaftlichen Forschungen an den städtischen Gymnasien lehrte und zudem am 30. Mai 1952 die Sternwarte Lübeck gründete, deren Direktor er bis zu seiner Verabschiedung im Februar 1990 blieb. Überdies verfasste er mehrere Bücher, sein Erstlingswerk hieß: „Wanderer durch Raum und Zeit“ und erschien 1965. Sein Haupttätigkeitsfeld war die Galaxienforschung.
1989 wurde er „in Anerkennung seiner Verdienste um den Auf- und Ausbau der Sternwarte Lübeck sowie in Würdigung seiner wissenschaftlichen Beiträge zur astronomischen Forschung im In- und Ausland und seines jahrzehntelangen herausragenden Einsatzes in der Erwachsenenbildung“ mit der Ehrenprofessur des Landes Schleswig-Holstein ausgezeichnet.
In den 1990er Jahren entwickelte Peter von der Osten-Sacken ein 3D-Videosystem, das ohne die bei herkömmlichen Verfahren notwendigen Filter auskommt. Unter der Bezeichnung X3D wird sein System von der deutsch-amerikanischen Firmengruppe X3D Technologies zur kommerziellen Nutzbarmachung weiterentwickelt.
Peter von der Osten-Sacken war seit 1939 mit seiner Ehefrau Rigmor Sommer (* 1919 Lübeck) verheiratet und hatte zwei Kinder.
Er wurde auf dem Vorwerker Friedhof im „Anonymen Feld“, Block 52-4 "AUG", in einer namenlosen Grabstätte beigesetzt.